# Île Boigu
L'île Boigu (Boigu Island) est l'île habitée la plus septentrionale du Queensland et de l'Australie. Située en mer de Corail, elle fait partie du groupe d'îles situé dans le Nord-Ouest du détroit de Torrès séparant la péninsule du cap York de la Nouvelle-Guinée. La partie continentale de la Papouasie-Nouvelle-Guinée se trouve à seulement 6 km de Boigu. Boigu a une superficie de 89,6 km2.
Il s'agit de la seule île habitée des trois îles Talbot (en) du détroit de Torrès.

## Langue et affiliations

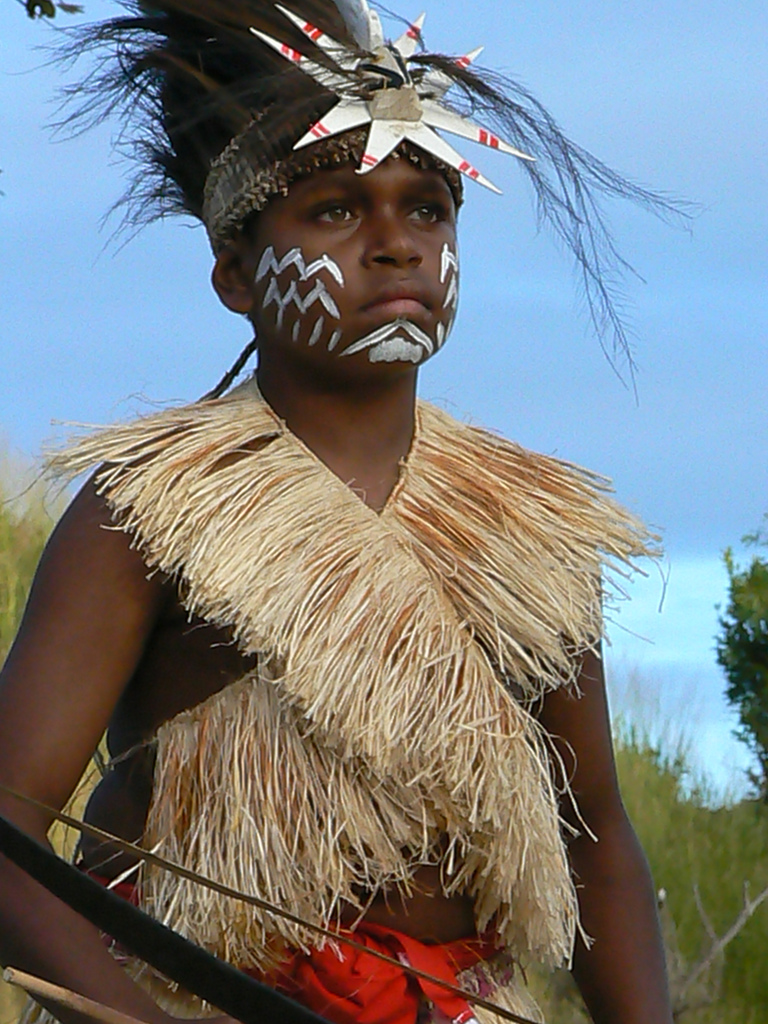
Jeune habitant de l'île Boigu

La langue de Boigu est celle des îles centrales et occidentales du détroit de Torres. Elle appartient à la famille des langues pama-nyungan. Le dialecte spécifique de ces îles est le kalaw kawaw ya, parlé également sur les îles de Dauan et Saibai. Les habitants des trois îles se considèrent comme un même peuple.

## Géographie
Boigu mesure environ 18 km de long sur 5 km de large, et a une faible altitude (point culminant : 18 m). L'île a été formée par l'accumulation de sédiments déposés par les fleuves de Nouvelle-Guinée se jetant dans le détroit à proximité de l'île. Ces sédiments se sont accumulés au fil du temps sur une ancienne plate-forme de corail qui se dresse dans cette partie du plateau continental, aboutissant à terme à la création de l'île.
La plus grande partie de Boigu est soumise à de nombreuses inondations périodiques et en conséquence ses habitants se sont installés sur les terrains les plus hauts.
Deux petites îles situées à proximité (qui ne sont pas habitées en permanence) sont considérées comme rattachées à l'île Boigu ou, plus précisément, aux îles Talbot. Ce sont les îles Aubusi et Moimi.

## Écologie
L'île est considérée comme faisant partie de l'écorégion des mangroves de Nouvelle-Guinée, une écorégion de l'écozone de l'Australasie.
L'intérieur de l'île a peu de végétation et est surtout un marécage. La côte est bordée de mangroves, qui agissent pour protéger l'île contre l'érosion marine.
Les eaux entourant l'île sont un habitat important pour les dugongs, une espèce de mammifères marins menacée d'extinction.
Voir aussi: oiseaux de Boigu, Saibai et Dauan (îles du détroit de Torres) 

## Population
Boigu est habitée par les indigènes du détroit de Torrès. En 2008, il y avait environ 260 personnes vivant sur l'île.
Le village de Boigu situé dans la région la plus septentrionale de l'île est le village le plus au nord de l'Australie. Toutefois, l'île la plus au nord de l'Australie est Bramble Cay, 173 km à l'est.